# Fontaine-Valmont
Fontaine-Valmont (en való Fontinne-Våmont) és un antic municipi de Bèlgica a la Província d'Hainaut que el 1977 es va fusionar amb Merbes-le-Château.
El nucli es troba al Sambre canalitzat i té una parada de la línia ferroviària 130A de la NMBS de Charleroi a Jeumont (França).

## Història

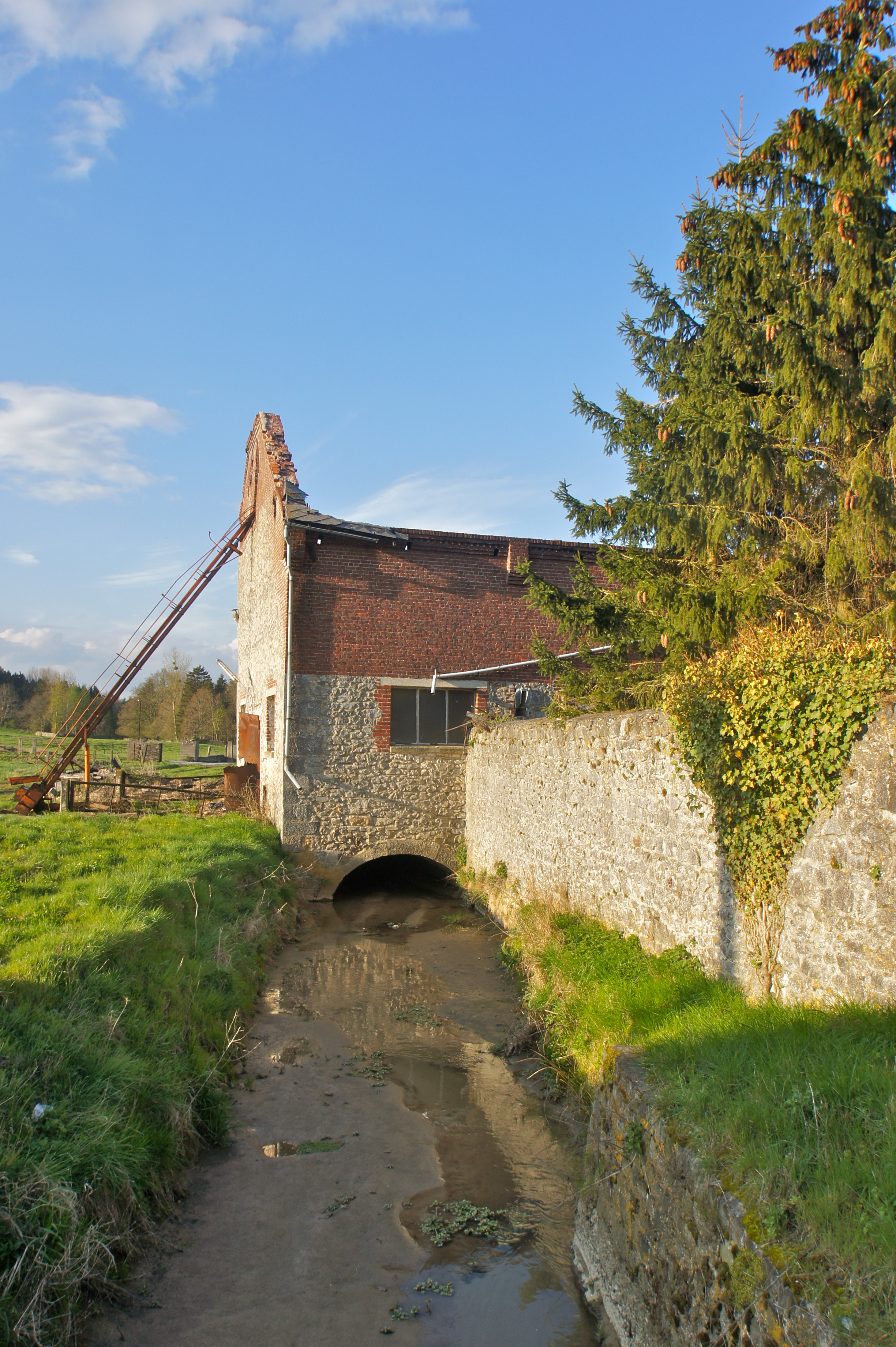
El rierol Ruisseau de la Fontaine Claus

El poble va desenvolupar-se al marge dret del riu Sambre prop de la confluència amb el Ruisseau de la Fontaine Claus. S'ha excavat un centre termal romana del segle i, del qual queden restes de dos hipocaustos, un aqüeducte i una palestra. La fotografia aèria va indicar un seti destinat a assemblees temporànies de l'era gal·loromana sense que van trobar-se habitacions permanents.
A l'edat mitjana era feu de l'abadia de Lobbes des del segle ix que el 1171 va esdevenir una senyoria de l'abadia d'Aulne dins del principat de Lieja fins a la revolució francesa. S'hi troben unes masies abacials força bé conservades. El 1815 passà al Regne Unit dels Països Baixos i el 1830 a Bèlgica.

## Economia

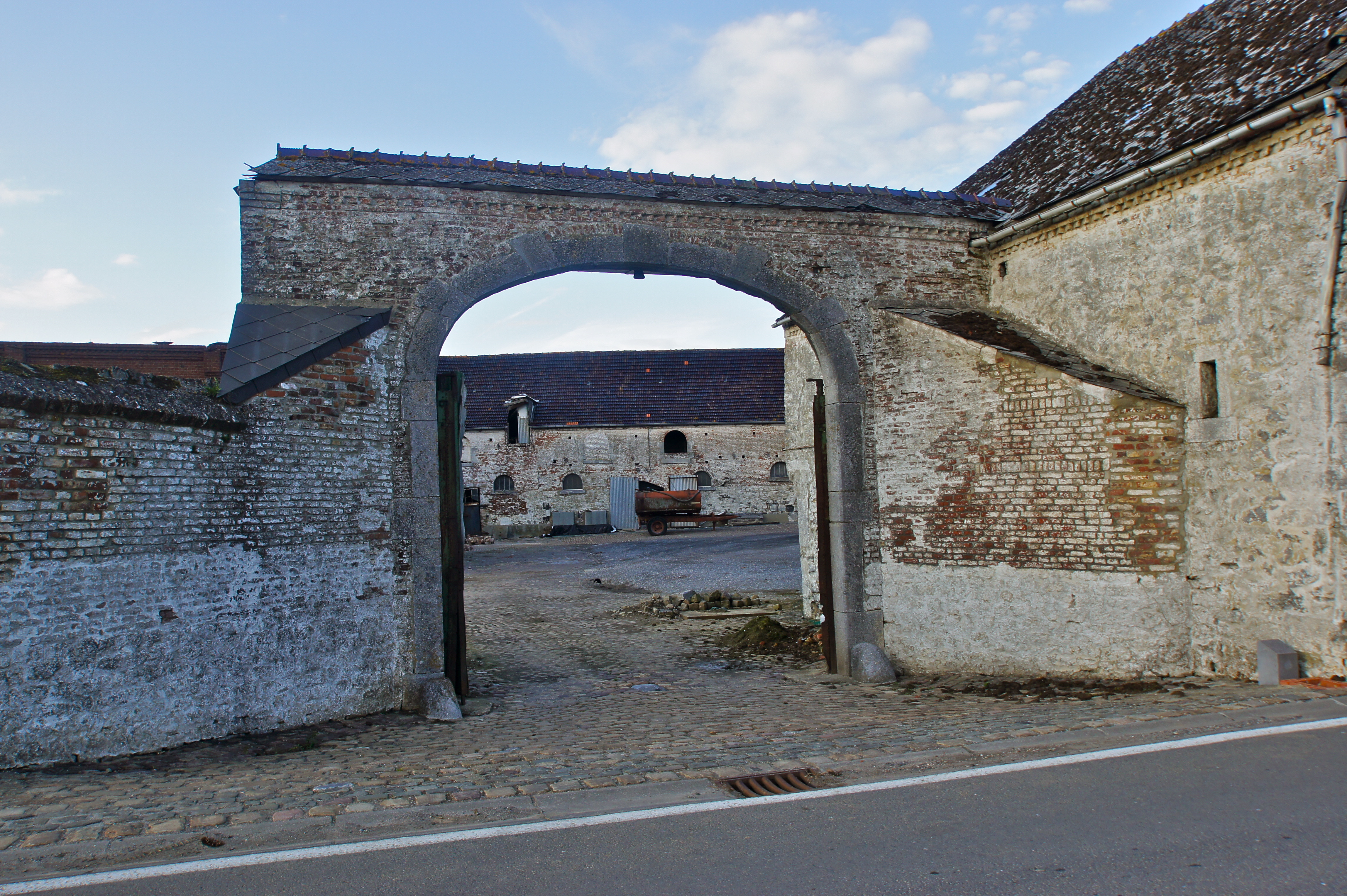
Masia abacial al nucli de Fontaine-Haute

Avui, com antany, l'activitat principal del poble és l'agricultura, del qual testimoniegen les masies abacials. Només queden unes petits empreses de serveis locals i un taller de pedra. A poc a poc el turisme rural es desenvolupa a l'entorn del sender per a vianants al marge del Sambre com a eix central. Hi ha un càmping.

## Llocs d'interès
- El seti de les excavacions dels banys romans
- El castell Durot, també anomenat castell de la Roquette[2]
- La masia Dansonspenne